# Record oceaniani di atletica leggera
I record oceaniani di atletica leggera rappresentano le migliori prestazioni di atletica leggera stabilite dagli atleti delle nazioni appartenenti alla federazione oceaniana di atletica leggera.

## Record oceaniani

### Maschili
Statistiche aggiornate al 21 luglio 2023.
| 100 iarde               | 9"41 (+0,2 m/s) | Rohan Browning                                              | Australia                   | 6 marzo 2021      | Sydney, Australia                          |         |        |             |         |
| 100 m piani             | 9"93 (+1,8 m/s) | Patrick Johnson                                             | Australia                   | 5 maggio 2003     | Mito, Giappone                             |         |        |             |         |
| 200 m piani             | 20"06 (+0,9 m/s) | Peter Norman                                                | Australia                   | 16 ottobre 1968   | Città del Messico, Messico                 |         |        |             |         |
| 400 m piani             | 44"38 | Darren Clark                                                | Australia                   | 26 settembre 1988 | Seul, Corea del Sud                        |         |        |             |         |
| 800 m piani             | 1'44"00 | Peter Bol                                                   | Australia                   | 18 giugno 2022    | Parigi, Francia                            |         |        |             |         |
| 1 000 m piani           | 2'16"09 | Jeffrey Riseley                                             | Australia                   | 17 giugno 2014    | Ostrava, Repubblica Ceca                   |         |        |             |         |
| 1 500 m piani           | 3'29"41 | Oliver Hoare                                                | Australia                   | 15 giugno 2023    | Oslo, Norvegia                             |         |        |             |         |
| Miglio                  | 3'47"48 | Oliver Hoare                                                | Australia                   | 16 giugno 2022    | Oslo, Norvegia                             |         |        |             |         |
| 2 000 m piani           | 4'50"76 | Craig Mottram                                               | Australia                   | 9 marzo 2006      | Melbourne, Australia                       |         |        |             |         |
| 3 000 m piani           | 7'28"02 | Stewart McSweyn                                             | Australia                   | 17 settembre 2020 | Roma, Italia                               |         |        |             |         |
| 5 000 m piani           | 12'55"76 | Craig Mottram                                               | Australia                   | 30 luglio 2004    | Londra, Regno Unito                        |         |        |             |         |
| 5 km (strada)           | 13'20" | Craig Mottram                                               | Australia                   | 3 aprile 2005     | Carlsbad, Stati Uniti d'America            |         |        |             |         |
| 10 000 m piani          | 27'15"35 | Jack Rayner                                                 | Australia                   | 6 marzo 2022      | San Juan Capistrano, Stati Uniti d'America |         |        |             |         |
| 10 km (strada)          | 27'28" | Zane Robertson                                              | Nuova Zelanda               | 9 ottobre 2016    | Berlino, Germania                          |         |        |             |         |
| 10 km (strada)          | 27'28" | Zane Robertson                                              | Nuova Zelanda               | 1º aprile 2018    | New Orleans, Stati Uniti d'America         |         |        |             |         |
| 20 000 m piani          | 58'37"2(m +) | Rob de Castella                                             | Australia                   | 17 aprile 1982    | Roma, Italia                               |         |        |             |         |
| 1 ora                   | 20 516 m | Rob de Castella                                             | Australia                   | 17 aprile 1982    | Roma, Italia                               |         |        |             |         |
| Mezza maratona          | 59'47" | Zane Robertson                                              | Nuova Zelanda               | 1º febbraio 2015  | Marugame, Giappone                         |         |        |             |         |
| 25 000 m piani          | 1h16'29"0(m +) | Jack Foster                                                 | Nuova Zelanda               | 14 agosto 1971    | Hamilton, Nuova Zelanda                    |         |        |             |         |
| 30 000 m piani          | 1h32'18"6(m) | Jack Foster                                                 | Nuova Zelanda               | 14 agosto 1971    | Hamilton, Nuova Zelanda                    |         |        |             |         |
| Maratona                | 2h07'31" | Brett Robinson                                              | Australia                   | 4 dicembre 2022   | Fukuoka, Giappone                          |         |        |             |         |
| 100 km (strada)         | 6h29'25" | Timothy Sloan                                               | Australia                   | 23 aprile 1995    | Richmond, Australia                        |         |        |             |         |
| 3 000 m siepi           | 8'13"26 | George Beamish                                              | Nuova Zelanda               | 21 luglio 2023    | Principato di Monaco                       |         |        |             |         |
| 110 m ostacoli          | 13"29 (+0,6 m/s) | Kyle Vander-Kuyp                                            | Australia                   | 11 agosto 1995    | Göteborg, Svezia                           |         |        |             |         |
| 400 m ostacoli          | 48"28 | Rohan Robinson                                              | Australia                   | 31 luglio 1996    | Atlanta, Stati Uniti d'America             |         |        |             |         |
| Salto in alto           | 2,36 m | Tim Forsyth                                                 | Australia                   | 2 marzo 1997      | Melbourne, Australia                       |         |        |             |         |
| Salto in alto           | 2,36 m | Brandon Starc                                               | Australia                   | 26 agosto 2018    | Eberstadt, Germania                        |         |        |             |         |
| Salto con l'asta        | 6,06 m(i) | Steve Hooker                                                | Australia                   | 7 febbraio 2009   | Boston, Stati Uniti d'America              |         |        |             |         |
| Salto in lungo          | 8,54 m (+1,7 m/s) | Mitchell Watt                                               | Australia                   | 29 luglio 2011    | Stoccolma, Svezia                          |         |        |             |         |
| Salto triplo            | 17,46 m (+1,7 m/s) | Ken Lorraway                                                | Australia                   | 7 agosto 1982     | Londra, Regno Unito                        |         |        |             |         |
| Getto del peso          | 22,90 m | Tomas Walsh                                                 | Nuova Zelanda               | 5 ottobre 2019    | Doha, Qatar                                |         |        |             |         |
| Lancio del disco        | 70,39 m | Alex Rose                                                   | Samoa                       | 16 aprile 2023    | Ramona, Stati Uniti d'America              |         |        |             |         |
| Lancio del martello     | 79,29 m | Stuart Rendell                                              | Australia                   | 6 luglio 2002     | Varaždin, Croazia                          |         |        |             |         |
| Lancio del giavellotto  | 89,02 m | Jarrod Bannister                                            | Australia                   | 29 febbraio 2008  | Brisbane, Australia                        |         |        |             |         |
| Decathlon               | 8 649 punti | Ashley Moloney                                              | Australia                   | 5 agosto 2021     | Tokyo, Giappone                            |         |        |             |         |
| Decathlon               | \| 100 m (v.) \| Lungo (v.) \| Peso \| Alto \| 400 m \| 110 m hs (v.) \| Disco \| Asta \| Giavellotto \| 1500 m \| \| ---------------- \| ----------------- \| ------- \| ------ \| ----- \| ---------------- \| ------- \| ------ \| ----------- \| ------- \| \| 10"34 (+0,2 m/s) \| 7,64 m (+0,4 m/s) \| 14,49 m \| 2,11 m \| 46"29 \| 14"08 (-1,0 m/s) \| 44,38 m \| 5,00 m \| 57,12 m \| 4'39"19 \| |                                                             |                             |                   |                                            |         |        |             |         |
| Marcia 20 000 m (pista) | 1h19'48"1(m) | Nathan Deakes                                               | Australia                   | 4 settembre 2001  | Brisbane, Australia                        |         |        |             |         |
| Marcia 20 km (strada)   | 1h17'33" | Nathan Deakes                                               | Australia                   | 23 aprile 2005    | Cixi, Cina                                 |         |        |             |         |
| Marcia 30 000 m (pista) | 2h09'20"4(m) | Craig Barrett                                               | Nuova Zelanda               | 19 luglio 1998    | North Shore City, Nuova Zelanda            |         |        |             |         |
| Marcia 50 000 m (pista) | 3h43'50"0(m) | Simon Baker                                                 | Australia                   | 9 settembre 1990  | Melbourne, Australia                       |         |        |             |         |
| Marcia 50 km (strada)   | 3h35'47" | Nathan Deakes                                               | Australia                   | 2 dicembre 2006   | Geelong, Australia                         |         |        |             |         |
| Staffetta 4×100 m       | 38"17 | Paul Henderson Tim Jackson Steve Brimacombe Damien Marsh    | Australia Squadra nazionale | 12 agosto 1995    | Göteborg, Svezia                           |         |        |             |         |
| Staffetta 4×100 m       | 38"17 | Anthony Alozie Isaac Ntiamoah Andrew McCabe Joshua Ross     | Australia Squadra nazionale | 10 agosto 2012    | Londra, Regno Unito                        |         |        |             |         |
| Staffetta 4×200 m       | 1'23"04 | Peter Vassella Dean Capobianco Shem Hollands Scott Vassella | Australia Squadra nazionale | 6 dicembre 1998   | Sydney, Australia                          |         |        |             |         |
| Staffetta 4×400 m       | 2'59"70 | Bruce Frayne Darren Clark Gary Minihan Rick Mitchell        | Australia Squadra nazionale | 11 agosto 1984    | Los Angeles, Stati Uniti d'America         |         |        |             |         |
| Staffetta 4×800 m       | 7'11"48 | Joshua Ralph Ryan Gregson Jordan Williamsz Jared West       | Australia Squadra nazionale | 24 maggio 2014    | Nassau, Bahamas                            |         |        |             |         |
| Staffetta 4×1 500 m     | 14'46"04 | Ryan Gregson Sam McEntee Collis Birmingham Jordan Williamsz | Australia Squadra nazionale | 25 maggio 2014    | Nassau, Bahamas                            |         |        |             |         |
| 100 m (v.)              | Lungo (v.) | Peso                                                        | Alto                        | 400 m             | 110 m hs (v.)                              | Disco   | Asta   | Giavellotto | 1500 m  |
| 10"34 (+0,2 m/s)        | 7,64 m (+0,4 m/s) | 14,49 m                                                     | 2,11 m                      | 46"29             | 14"08 (-1,0 m/s)                           | 44,38 m | 5,00 m | 57,12 m     | 4'39"19 |

### Femminili
Statistiche aggiornate al 23 luglio 2023.
| Specialità              | Prestazione | Atleta                                                                 | Nazione                                                 | Data              | Luogo                              |         |
| ----------------------- | --- | ---------------------------------------------------------------------- | ------------------------------------------------------- | ----------------- | ---------------------------------- | ------- |
| 100 m piani             | 10"96 (+2,0 m/s) | Zoe Hobbs                                                              | Nuova Zelanda                                           | 2 luglio 2023     | La Chaux-de-Fonds, Svizzera        |         |
| 200 m piani             | 22"23 (+0,8 m/s) | Melinda Gainsford-Taylor                                               | Australia                                               | 13 luglio 1997    | Stoccarda, Germania                |         |
| 400 m piani             | 48"63 | Cathy Freeman                                                          | Australia                                               | 29 luglio 1996    | Atlanta, Stati Uniti d'America     |         |
| 800 m piani             | 1'57"78 | Catriona Bisset                                                        | Australia                                               | 23 luglio 2023    | Londra, Regno Unito                |         |
| 1 000 m piani           | 2'35"90 | Linden Hall                                                            | Australia                                               | 2 marzo 2021      | Melbourne, Australia               |         |
| 1 500 m piani           | 3'57"27 | Linden Hall                                                            | Australia                                               | 16 luglio 2023    | Chorzów, Polonia                   |         |
| Miglio                  | 4'15"34 | Jessica Hull                                                           | Australia                                               | 21 luglio 2023    | Principato di Monaco               |         |
| 2 000 m piani           | 5'37"71 | Benita Johnson                                                         | Australia                                               | 12 giugno 2003    | Ostrava, Repubblica Ceca           |         |
| 3 000 m piani           | 8'31"81 | Jessica Hull                                                           | Australia                                               | 11 marzo 2023     | Sydney, Australia                  |         |
| 5 000 m piani           | 14'39"89(i) | Kimberley Smith                                                        | Nuova Zelanda                                           | 27 febbraio 2009  | New York, Stati Uniti d'America    |         |
| 5 km (strada)           | 14'59" | Benita Johnson                                                         | Australia                                               | 1º settembre 2002 | Londra, Regno Unito                |         |
| 10 000 m piani          | 30'35"54 | Kimberley Smith                                                        | Nuova Zelanda                                           | 4 maggio 2008     | Palo Alto, Stati Uniti d'America   |         |
| 10 km (strada)          | 31'17" | Benita Johnson                                                         | Australia                                               | 21 maggio 2006    | Manchester, Regno Unito            |         |
| Mezza maratona          | 1h07'11" | Kimberley Smith                                                        | Nuova Zelanda                                           | 18 settembre 2011 | Filadelfia, Stati Uniti d'America  |         |
| Maratona                | 2h21'34" | Sinead Diver                                                           | Australia                                               | 4 dicembre 2022   | Valencia, Spagna                   |         |
| 100 km (strada)         | 7h34'25" | Kirstin Bull                                                           | Australia                                               | 27 novembre 2016  | Los Alcázares, Spagna              |         |
| 3 000 m siepi           | 9'14"28 | Genevieve LaCaze                                                       | Australia                                               | 27 agosto 2016    | Saint-Denis, Francia               |         |
| 100 m ostacoli          | 12"28 (+1,1 m/s) | Sally Pearson                                                          | Australia                                               | 3 settembre 2011  | Taegu, Corea del Sud               |         |
| 400 m ostacoli          | 53"17 | Debbie Flintoff-King                                                   | Australia                                               | 28 settembre 1988 | Seul, Corea del Sud                |         |
| Salto in alto           | 2,02 m | Nicola McDermott                                                       | Australia                                               | 7 agosto 2021     | Tokyo, Giappone                    |         |
| Salto in alto           | 2,02 m | Eleanor Patterson                                                      | Australia                                               | 19 luglio 2022    | Eugene, Stati Uniti d'America      |         |
| Salto in alto           | 2,02 m | Nicola Olyslagers                                                      | Australia                                               | 30 giugno 2023    | Losanna, Svizzera                  |         |
| Salto con l'asta        | 4,94 m | Eliza McCartney                                                        | Nuova Zelanda                                           | 17 luglio 2018    | Jockgrim, Germania                 |         |
| Salto in lungo          | 7,13 m (+1,8 m/s) | Brooke Buschkuehl                                                      | Australia                                               | 9 luglio 2022     | Chula Vista, Stati Uniti d'America |         |
| Salto triplo            | 14,04 m (+2,0 m/s) | Nicole Mladenis                                                        | Australia                                               | 9 marzo 2002      | Hobart, Australia                  |         |
| Salto triplo            | 14,04 m (+1,8 m/s) | Nicole Mladenis                                                        | Australia                                               | 7 dicembre 2003   | Perth, Australia                   |         |
| Getto del peso          | 21,24 m | Valerie Adams                                                          | Nuova Zelanda                                           | 29 agosto 2011    | Taegu, Corea del Sud               |         |
| Lancio del disco        | 69,64 m | Dani Stevens                                                           | Australia                                               | 13 agosto 2017    | Londra, Regno Unito                |         |
| Lancio del martello     | 74,61 m | Lauren Bruce                                                           | Nuova Zelanda                                           | 20 maggio 2021    | Tucson, Stati Uniti d'America      |         |
| Lancio del giavellotto  | 68,92 m | Kathryn Mitchell                                                       | Australia                                               | 11 aprile 2018    | Gold Coast, Australia              |         |
| Eptathlon               | 6 695 punti | Jane Flemming                                                          | Australia                                               | 28 gennaio 1990   | Auckland, Nuova Zelanda            |         |
| Eptathlon               | \| 100 m hs (v.) \| Alto \| Peso \| 200 m (v.) \| Lungo (v.) \| Giavellotto \| 800 m \| \| ---------------- \| ------ \| ------- \| ---------------- \| ----------------- \| ----------- \| ------- \| \| 13"21 (+1,4 m/s) \| 1,82 m \| 13,76 m \| 23"62 (+2,4 m/s) \| 6,57 m (+1,6 m/s) \| 49,28 m \| 2'12"53 \| |                                                                        |                                                         |                   |                                    |         |
| Marcia 10 000 m (pista) | 41'57"22 | Kerry Saxby-Junna                                                      | Australia                                               | 24 luglio 1990    | Seattle, Stati Uniti d'America     |         |
| Marcia 20 000 m (pista) | 1h33'40"2(m) | Kerry Saxby-Junna                                                      | Australia                                               | 6 settembre 2001  | Brisbane, Australia                |         |
| Marcia 20 km (strada)   | 1h27'27" | Jemima Montag                                                          | Australia                                               | 13 febbraio 2022  | Adelaide, Australia                |         |
| Marcia 50 km (strada)   | 4h09'33" | Claire Tallent                                                         | Australia                                               | 5 maggio 2018     | Taicang, Cina                      |         |
| Staffetta 4×100 m       | 42"99 | Jodi Lambert Melinda Gainsford-Taylor Suzanne Broadrick Rachael Massey | Australia Squadra nazionale                             | 18 marzo 2000     | Pietersburg, Sudafrica             |         |
| Staffetta 4×200 m       | 1'32"6(m) | Barbara Wilson Sue Jowett Raelene Boyle Denise Boyd                    | Australia Nuova Zelanda Squadra Australia-Nuova Zelanda | 25 gennaio 1976   | Brisbane, Australia                |         |
| Staffetta 4×400 m       | 3'23"81 | Cathy Freeman Melinda Gainsford-Taylor Tamsyn Lewis Nova Peris         | Australia Squadra nazionale                             | 30 settembre 2000 | Sydney, Australia                  |         |
| Staffetta 4×800 m       | 8'13"26 | Brittany McGowan Zoe Buckman Selma Kajan Melissa Duncan                | Australia Squadra nazionale                             | 25 maggio 2014    | Nassau, Bahamas                    |         |
| Staffetta 4×1 500 m     | 17'08"65 | Zoe Buckman Bridey Delaney Brittany McGowan Melissa Duncan             | Australia Squadra nazionale                             | 24 maggio 2014    | Nassau, Bahamas                    |         |
| 100 m hs (v.)           | Alto | Peso                                                                   | 200 m (v.)                                              | Lungo (v.)        | Giavellotto                        | 800 m   |
| 13"21 (+1,4 m/s)        | 1,82 m | 13,76 m                                                                | 23"62 (+2,4 m/s)                                        | 6,57 m (+1,6 m/s) | 49,28 m                            | 2'12"53 |

### Misti
Statistiche aggiornate al 12 giugno 2021.
| Specialità              | Prestazione | Atleta                                             | Nazione                     | Data           | Luogo                 |
| ----------------------- | ----------- | -------------------------------------------------- | --------------------------- | -------------- | --------------------- |
| Staffetta 4×400 m mista | 3'17"00     | Bendere Oboya Anneliese Rubie Tyler Gunn Alex Beck | Australia Squadra nazionale | 12 giugno 2021 | Gold Coast, Australia |

## Record oceaniani indoor

### Maschili
Statistiche aggiornate al 13 marzo 2023.
| Specialità        | Prestazione | Atleta                                             | Nazione                     | Data             | Luogo                                  |         |
| ----------------- | --- | -------------------------------------------------- | --------------------------- | ---------------- | -------------------------------------- | ------- |
| 60 m piani        | 6"52 | Matt Shirvington                                   | Australia                   | 7 marzo 1999     | Maebashi, Giappone                     |         |
| 60 m piani        | 6"52 | Matt Shirvington                                   | Australia                   | 7 marzo 1999     | Maebashi, Giappone                     |         |
| 200 m piani       | 20"71 | Damien Marsh                                       | Australia                   | 14 marzo 1993    | Toronto, Canada                        |         |
| 400 m piani       | 45"44 | Steven Solomon                                     | Australia                   | 23 febbraio 2018 | Clemson, Stati Uniti d'America         |         |
| 800 m piani       | 1'45"59 | Charlie Hunter                                     | Australia                   | 13 febbraio 2021 | Fayetteville, Stati Uniti d'America    |         |
| 1 000 m piani     | 2'19"60 | Ryan Foster                                        | Australia                   | 16 gennaio 2010  | University Park, Stati Uniti d'America |         |
| 1 500 m piani     | 3'32"35 | Oliver Hoare                                       | Australia                   | 13 febbraio 2021 | New York, Stati Uniti d'America        |         |
| Miglio            | 3'50"83 | Oliver Hoare                                       | Australia                   | 29 gennaio 2022  | New York, Stati Uniti d'America        |         |
| Miglio            | 3'50"83 | Oliver Hoare                                       | Australia                   | 11 febbraio 2023 | New York, Stati Uniti d'America        |         |
| 3 000 m piani     | 7'34"50 | Craig Mottram                                      | Australia                   | 26 gennaio 2008  | Boston, Stati Uniti d'America          |         |
| 5 000 m piani     | 13'09"96 | Oliver Hoare                                       | Australia                   | 4 dicembre 2021  | Boston, Stati Uniti d'America          |         |
| 50 m ostacoli     | 7"09 | Joseph Rodan                                       | Figi                        | 20 gennaio 2001  | Los Angeles, Stati Uniti d'America     |         |
| 60 m ostacoli     | 7"56 | Chris Douglas                                      | Australia                   | 20 marzo 2022    | Belgrado, Serbia                       |         |
| Salto in alto     | 2,34 m | Hamish Kerr                                        | Nuova Zelanda               | 14 febbraio 2023 | Banská Bystrica, Slovenia              |         |
| Salto con l'asta  | 6,06 m | Steve Hooker                                       | Australia                   | 7 febbraio 2009  | Boston, Stati Uniti d'America          |         |
| Salto in lungo    | 8,25 m | Fabrice Lapierre                                   | Australia                   | 20 marzo 2016    | Portland, Stati Uniti d'America        |         |
| Salto triplo      | 17,20 m | Andrew Murphy                                      | Australia                   | 9 marzo 2001     | Lisbona, Portogallo                    |         |
| Getto del peso    | 22,31 m | Tomas Walsh                                        | Nuova Zelanda               | 3 marzo 2018     | Birmingham, Regno Unito                |         |
| Getto del peso    | 22,31 m | Tomas Walsh                                        | Nuova Zelanda               | 19 marzo 2022    | Belgrado, Serbia                       |         |
| Eptathlon         | 6 344 punti | Ashley Moloney                                     | Australia                   | 19 marzo 2022    | Belgrado, Serbia                       |         |
| Eptathlon         | \| 60 m \| Lungo \| Peso \| Alto \| 60 m hs \| Asta \| 1000 m \| \| ---- \| ------ \| ------- \| ------ \| ------- \| ------ \| ------- \| \| 6"70 \| 7,82 m \| 13,89 m \| 2,02 m \| 7"88 \| 5,10 m \| 2'43"01 \| |                                                    |                             |                  |                                        |         |
| Marcia 5 000 m    | 18'52"20 | David Smith                                        | Australia                   | 7 marzo 1987     | Indianapolis, Stati Uniti d'America    |         |
| Staffetta 4×400 m | 3'08"49 | Paul Greene Mark Garner Rohan Robinson Steve Perry | Australia Squadra nazionale | 10 marzo 1991    | Siviglia, Spagna                       |         |
| 60 m              | Lungo | Peso                                               | Alto                        | 60 m hs          | Asta                                   | 1000 m  |
| 6"70              | 7,82 m | 13,89 m                                            | 2,02 m                      | 7"88             | 5,10 m                                 | 2'43"01 |

### Femminili
Statistiche aggiornate al 19 marzo 2022.
| Specialità        | Prestazione | Atleta                                                  | Nazione                              | Data             | Luogo                            |
| ----------------- | --- | ------------------------------------------------------- | ------------------------------------ | ---------------- | -------------------------------- |
| 50 m piani        | 6"3(m) | Pam Kilborn                                             | Australia                            | 29 gennaio 1965  | Toronto, Canada                  |
| 60 m piani        | 7"13 | Zoe Hobbs                                               | Nuova Zelanda                        | 18 marzo 2022    | Belgrado, Serbia                 |
| 200 m piani       | 22"64 | Melinda Gainsford-Taylor                                | Australia                            | 10 marzo 1995    | Barcellona, Spagna               |
| 200 m piani       | 22"64 | Melinda Gainsford-Taylor                                | Australia                            | 11 marzo 1995    | Barcellona, Spagna               |
| 400 m piani       | 52"17 | Maree Holland                                           | Australia                            | 4 marzo 1989     | Budapest, Ungheria               |
| 800 m piani       | 1'59"46 | Catriona Bisset                                         | Australia                            | 19 febbraio 2022 | Birmingham, Regno Unito          |
| 1 000 m piani     | 2'36"96 | Toni Hodgkinson                                         | Nuova Zelanda                        | 6 febbraio 2000  | Boston, Stati Uniti d'America    |
| 1 500 m piani     | 4'04"14 | Jessica Hull                                            | Australia                            | 25 gennaio 2020  | Boston, Stati Uniti d'America    |
| Miglio            | 4'24"06 | Jessica Hull                                            | Australia                            | 29 gennaio 2022  | New York, Stati Uniti d'America  |
| 3 000 m piani     | 8'38"14 | Kimberley Smith                                         | Nuova Zelanda                        | 27 gennaio 2007  | Boston, Stati Uniti d'America    |
| 5 000 m piani     | 14'39"89 | Kimberley Smith                                         | Nuova Zelanda                        | 27 febbraio 2009 | New York, Stati Uniti d'America  |
| 60 m ostacoli     | 7"73 | Sally Pearson                                           | Australia                            | 10 marzo 2012    | Istanbul, Turchia                |
| Salto in alto     | 2,00 m | Eleanor Patterson                                       | Australia                            | 19 marzo 2022    | Belgrado, Serbia                 |
| Salto con l'asta  | 4,75 m | Eliza McCartney                                         | Nuova Zelanda                        | 3 marzo 2018     | Birmingham, Regno Unito          |
| Salto in lungo    | 6,81 m | Nicole Boegman                                          | Australia                            | 12 marzo 1995    | Barcellona, Spagna               |
| Salto triplo      | 13,31 m | Nicole Mladenis                                         | Australia                            | 5 marzo 2004     | Budapest, Ungheria               |
| Getto del peso    | 20,98 m | Valerie Adams                                           | Nuova Zelanda                        | 28 agosto 2013   | Zurigo, Svizzera                 |
| Pentathlon        | 4 490 punti | Jane Jamieson                                           | Australia                            | 5 marzo 1999     | Maebashi, Giappone               |
| Pentathlon        | \| 60 m hs \| Alto \| Peso \| Lungo \| 800 m \| \| ------- \| ------ \| ------- \| ------ \| ------- \| \| 8"66 \| 1,83 m \| 13,94 m \| 6,08 m \| 2'19"64 \| |                                                         |                                      |                  |                                  |
| Staffetta 4×200 m | 1'42"34 | Jessie Andrew Meg Cairns Ma-Reelou Boyle Celeste Mucci  | Australia Marybyrnong Sports Academy | 18 febbraio 2017 | Pocatello, Stati Uniti d'America |
| Staffetta 4×400 m | 3'26"87 | Susan Andrews Cathy Freeman Tamsyn Lewis Tania Van Heer | Australia Squadra nazionale          | 7 marzo 1999     | Maebashi, Giappone               |
| 60 m hs           | Alto | Peso                                                    | Lungo                                | 800 m            |                                  |
| 8"66              | 1,83 m | 13,94 m                                                 | 6,08 m                               | 2'19"64          |                                  |